# Concert per a violí (Garreta)
El Concert per a violí i orquestra en sol menor, és l'última obra escrita per Juli Garreta l'any 1925 i estrenada el 23 d'octubre del mateix any al Palau de la Música per l'Orquestra Pau Casals, amb Francesc Costa com a violí solista i el mateix Pau Casals com a director. L'obra va tindre una entusiasta acollida per part del públic.

## Estructura
Consta dels tres temps clàssics i segueix els cànons tradicionals quant a la forma, amb una excepció: posa la clàssica cadença del final del primer temps al començament del tercer, després d'una petita introducció. El concert és d'un gran virtuosisme per al solista i té una durada aproximada d'uns trenta minuts.

## Interpretacions
L'estrena es va correspondre amb la inauguració del tretzè curs de l'Associació de Música «da Camera», i va ser l'única ocasió en què l'autor va poder sentir-la interpretada, ja que va morir al cap d'unes setmanes. De tota manera, tot i ser una obra important, després de la mort de Garreta va interpretar-se poc, només en el concert d'homenatge organitzat al Palau el 25 de maig de 1926, en el qual novament Francesc Costa va ser el solista. No va presentar-se altra vegada al públic fins al 3 de juliol de 1971 a Sant Feliu de Guíxols, en la inauguració de la «Setmana Juli Garreta», amb el violinista Xavier Turull i l'Orquestra Ciutat de Barcelona dirigida per Antoni Ros-Marbà.

## Partitura manuscrita i reduccions
La partitura / manuscrit d'alguns instruments es conserven a l'arxiu de la Biblioteca de l'Orfeó Català.
Hi ha una reducció per a violí i piano del concert en sol menor. Durant la primavera de 1926, Francesc Costa va interpretar diverses vegades aquesta versió preparada per Eduard Toldrà, juntament amb el pianista Blai Net. No s'ha localitzat la partitura, però cinc dècades més tard editorial Boileau va publicar una altra reducció del compositor Manuel Oltra revisada pel violinista Xavier Turull, que havia estat un dels impulsors de la recuperació de l'obra.

Referències
1. ↑  «Concert en sol menor (1925)».   Sóc Sant Feliu de Guíxols. [Consulta: 20 abril 2016].
2. ↑  Vila San-Juan. «Dades de l'estrena» (en castellà).   La Vanguardia, 25-10-1925. [Consulta: 21 abril 2016].
3. ↑   «La setmana "Juli Garreta" se celebrará en Sant Feliu de Guíxols». La Vanguardia, 13-06-1971, pàg. 57 [Consulta: 3 juliol 2018].
4. ↑   «concert per a violí i orquestra». Sóc Sant Feliu de Guíxols, 23-10-1925 [Consulta: 19 abril 2016].